# Лисичобалківська сільська рада
Лисичоба́лківська сільська́ ра́да — адміністративно-територіальна одиниця та орган місцевого самоврядування в Катеринопільському районі Черкаської області. Адміністративний центр — село Лисича Балка.

## Загальні відомості
- Населення ради: 598 осіб (станом на 2001 рік)

## Історія
Черкаська обласна рада рішенням від 8 вересня 2010 року у Катеринопільському районі перейменувала Лисичо-Балківську сільраду на Лисичобалківську.

## Населені пункти
Сільській раді підпорядковані населені пункти:
- с. Лисича Балка

## Склад ради
Рада складалася з 14 депутатів та голови.
- Голова ради: Дашівець Едуард Валентинович

### Депутати
За результатами місцевих виборів 2010 року депутатами ради стали:

#### За суб'єктами висування
| Суб'єкт висування           | Кількість обраних депутатів | %    |
| --------------------------- | --------------------------- | ---- |
| Самовисування               | 13                          | 92,9 |
| Комуністична партія України | 1                           | 7,1  |

#### За округами
| № округу                    | Прізвище, ім'я, по батькові      | Дата визнання обраним | Освіта             | Партійна приналежність            | Відомості про обраного депутата        |
| --------------------------- | -------------------------------- | --------------------- | ------------------ | --------------------------------- | -------------------------------------- |
| Комуністична партія України |                                  |                       |                    |                                   |                                        |
| 9                           | Харченко Вікторія Анатоліївна    | 01.11.2010            | вища               | член Комуністичної партії України | Лисичобалківській НВК, вчитель         |
| Самовисування               |                                  |                       |                    |                                   |                                        |
| 1                           | Колісник Юрій Савич              | 01.11.2010            | вища               | член Партії регіонів              | Сільська рада, землевпорядник          |
| 2                           | Лисенко Раїса Миколаївна         | 01.11.2010            | вища               | член Партії регіонів              | Сільська рада, головний бухг           |
| 3                           | Домніцький Микола Дмитрович      | 01.11.2010            | середня спеціальна | член Партії регіонів              | тимчасово не працює                    |
| 4                           | Безугла Леся Павлівна            | 01.11.2010            | середня спеціальна | позапартійна                      | ТОВ «Зоря»                             |
| 5                           | Кулаківська Людмила Анатоліївна  | 01.11.2010            | середня            | позапартійна                      | непрачююча                             |
| 6                           | Драгун Василь Іванович           | 01.11.2010            | вища               | член Партії регіонів              | ТОВ «Зоря», водій                      |
| 7                           | Дашівець Наталія Петрівна        | 01.11.2010            | вища               | член Партії регіонів              | Лисичобалківській НВК, директор        |
| 8                           | Домніцька Таїсія Анатоліївна     | 01.11.2010            | вища               | член Партії регіонів              | Лисичобалківський НВК, вчитель         |
| 10                          | Храновська Оксана Михайлівна     | 01.11.2010            | середня            | член Партії регіонів              | п/підприємець, продавець               |
| 11                          | Цісельський Володимир Григорович | 01.11.2010            | середня            | позапартійний                     | ТОВ «Зоря», тракторист                 |
| 12                          | Погорецька Світлана Миколаївна   | 01.11.2010            | середня            | позапартійна                      | Лисичобалківській НВК, пом. вихователя |
| 13                          | Коваленко Михайло Миколайович    | 01.11.2010            | середня            | позапартійний                     | Катерин. УКР Телеком, електромонтер    |
| 14                          | Римар Василь Іванович            | 01.11.2010            | середня            | член Партії регіонів              | ТОВ Зоря, бригадир                     |